# Howard E. Skipper

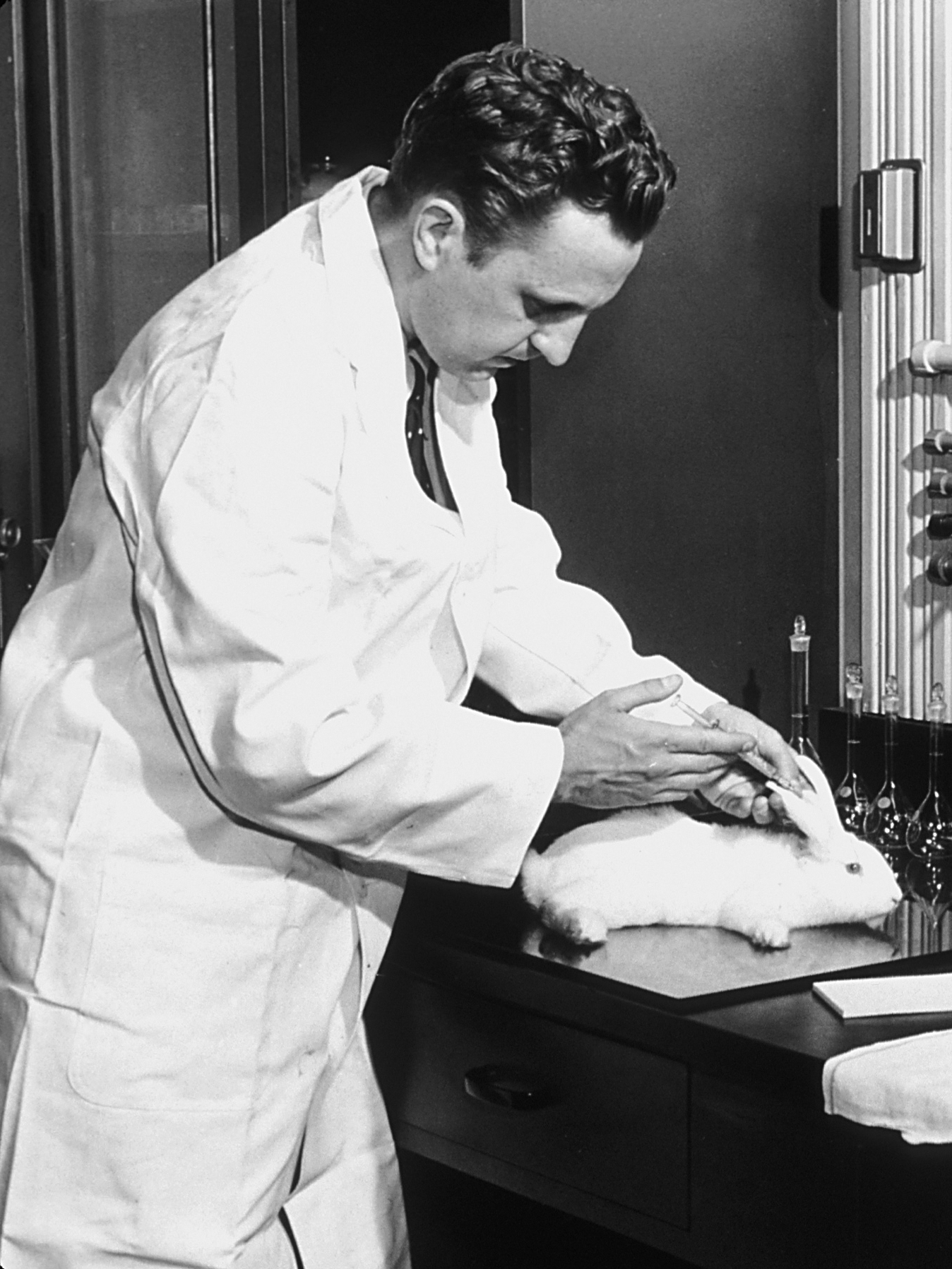
Howard Skipper

Howard Earle Skipper (* 21. November 1915 in Avon Park, Florida; † 2. Januar 2006 in Mountain Brook, Alabama) war ein US-amerikanischer Onkologe.

## Lebenslauf
Skipper wuchs als Sohn von Chesley Allen Skipper und Estelle Wiggins Skipper in Sebring (Florida) auf. In seiner Jugend arbeitete er auf der Rinder-Ranch seines Vaters. Nach dem Highschool-Abschluss studierte er an der University of Florida. 1938 wurde er Bachelor of Science und ein Jahr später Master of Science. 1941 wurde er in Florida zum Dr. phil. in Biochemie und Ernährung promoviert. Während des Zweiten Weltkriegs arbeitete er von 1941 bis 1945 beim Chemical Warfare Service (ab 1945 Chemical Corps). Sein Interesse an der Onkologie begann bereits während der Kriegszeit, durch seinen Umgang mit dem Kampfstoff Stickstofflost. Skipper war davon überzeugt, dass diese Verbindung auch ein Wirkstoffpotenzial besitzt. Nach dem Krieg ging Skipper an das Southern Research Institute (SRI), um dort die biochemische Forschung aufzubauen. 1949 wurde er Leiter der Abteilung für Organische Chemie und Biochemie, 1964 Vize-Präsident des SRI und 1974 Präsident des Institutes. Parallel dazu war Skipper Professor für experimentelle Pathologie und Professor für forschende Medizin an der University of Alabama. Am SRI entwickelte Skipper neue Behandlungsprotokolle für die Chemotherapie. Dabei machte er grundlegende Entdeckungen und stellte unter anderem die Hypothese des Log cell kill auf. Skipper veröffentlichte über 200 wissenschaftliche Schriften.
Howard E. Skipper heiratete 1940 Margaret T. Edwards, die er an der University of Florida kennengelernt hatte. Seine Frau verstarb 1984. Aus der Ehe gingen zwei Kinder Howard Earle Jr. und Margaret Ann Skipper hervor.

## Auszeichnungen
- 1974 Albert Lasker Award for Basic Medical Research
- 1982 Kettering-Preis
- 1982 American Cancer Society Annual National Award

## Veröffentlichungen (Auswahl)
- H. E. Skipper: Laboratory models: some historical perspective. In: Cancer Treat Rep 70, 1986, S. 3–7. PMID 3943114
- H. E. Skipper: Combination therapy: some concepts and results. In: Cancer Chemother Rep 2, 1974, S. 137–145. PMID 4363649
- H. E. Skipper: Cancer chemotherapy is many things: G.H.A. Clowes Memorial Lecture. In: Cancer Res 31, 1971, S. 1173–1180. PMID 5115048
- H. E. Skipper und S. Perry: Kinetics of normal and leukemic leukocyte populations and relevance to chemotherapy. In: Cancer Res 30, 1970, S. 1883–1897. PMID 4917694 (Review)
- H. E. Skipper: The effects of chemotherapy on the kinetics of leukemic cell behavior. In: Cancer Res 25, 1965, S. 1544–1550. PMID 5861078